# ژان نوول
ژان نوول (به فرانسوی: Jean Nouvel) فرانسوی: [ʒɑ̃ nu.vɛl] (زاده ۱۲ اوت ۱۹۴۵) معمار برجسته فرانسوی و برنده جوایز بسیاری از جمله جایزه پریتزکر ۲۰۰۸ و جایزه آقاخان ۱۹۸۹ به خاطر طرح مؤسسه فرهنگی جهان عرب است. اگرچه وی در هر پروژه چیز تازه ای برای ارائه دارد، اما خط فکری کلی اش مبتنی بر تحقق ایده‌های انتزاعی است. آثار معماری او همچون صفحات تلویزیونی هستند که با ایجاد ابهام و تصویرسازی سعی دارند مخاطب را به درون دنیایی مجاز بکشانند. خود او در مورد کارش می‌گوید: «همه چیز نمایشی است و من تصویرگر این پرده‌های نمایش.»
هیئت جایزه پریتزکر در اشاره به کار نوول می‌گوید:
«اگر بخواهیم در چند کلمه کار ژان نوول را توصیف کنیم، باید بر پیگیری شجاعانه اش برای رسیدن به ایده‌های تازه و تلاشش برای به چالش کشیدن هنجارهای پذیرفته شده در جهت گسترش مرزهای معماری تأکید کرد … هیئت داوری ممارست، قوه تخیل، شور و هیجان و فراتر از همه اشتیاق سیری ناپذیر نوول برای تجربه‌های خلاقه تحسین می‌کند.»

## ترجمه آثار به فارسی
- ابژه‌های تکین معماری (در همکاری با ژان بودریار)، ترجمه احسان حنیف، انتشارات فکر نو، ۱۳۹۹.

## نگارخانه

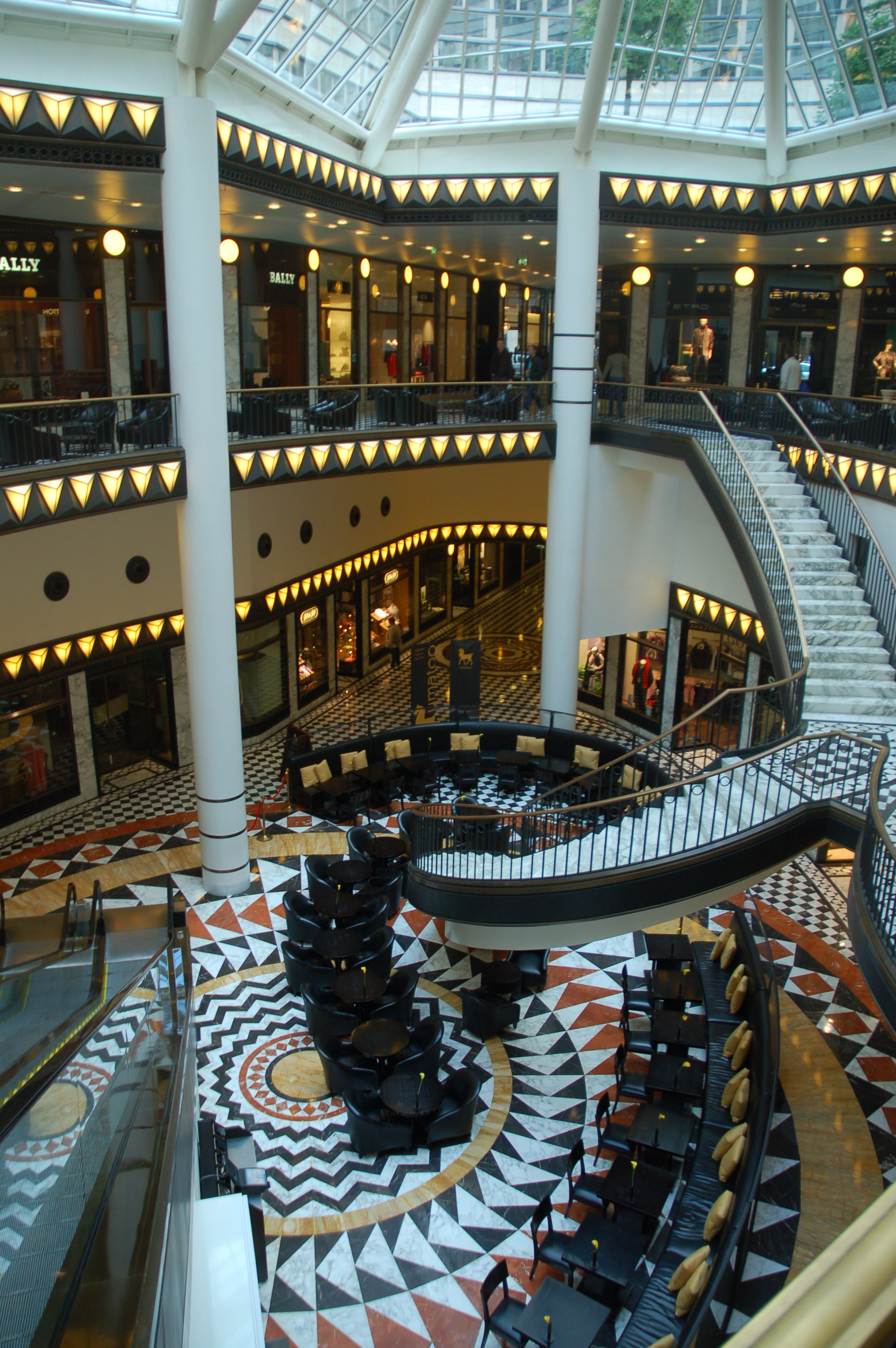
برلین

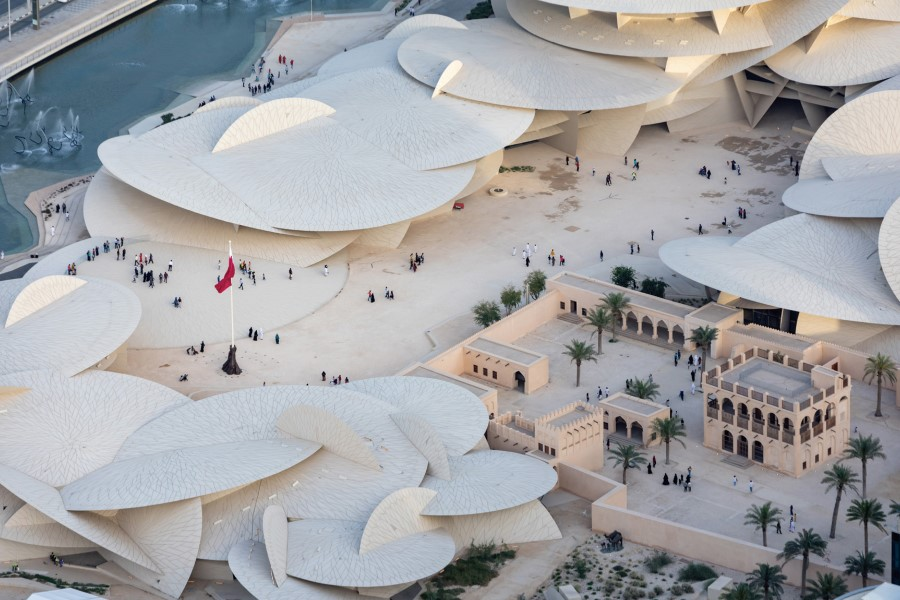
فرانسه

## مهمترین آثار معماری
- موزه ملی قطر
- لوور ابوظبی
- موزه کوای برانلی ژاک شیراک
- فیلارمونی پاریس
- برج دوحه
- برج ۲۵
- گالری‌های سرپنتاین
- موزه ملی مرکز هنر رینا سوفیا
- مؤسسه فرهنگی جهان عرب